# Montgròs Xic
El Montgròs Xic és una muntanya de 350 metres que es troba al municipi de Sant Feliu de Buixalleu, a la comarca de la Selva.